# Marina (telenovela, 2006)
Pour les articles homonymes, voir Marina.
Marina est une telenovela américaine-mexicaine en 169 épisodes de 45 minutes, créée par Inés Rodena et diffusée entre le 16 octobre 2006 et le 28 juin 2007 sur Telemundo.
En France, elle a été diffusée sur France Ô en 2008 et rediffusée sur IDF1. Elle est également diffusée entre le 21 septembre 2018 et le 15 mai 2019 sur Novelas TV.
En Côte d'Ivoire, elle a été diffusée sur Nina Novelas le 14 février 2015.
Dans les autres pays d'Afrique francophone, elle a été diffusée sur plusieurs chaînes de télévision dont Novelas TV.

## Synopsis
Marina est une adolescente d'Acapulco. Elle est guide touristique et vit avec sa mère. À la mort de sa mère, Guillermo Alarcón lui annonce qu'il est le frère de son défunt père. Cet oncle, riche chef d'entreprise héberge déjà chez lui Alberta la veuve de son frère, mère de Ricardo et Elías qui travaillent avec lui, mais il propose à Marina de s'installer dans sa luxueuse maison. Marina a du mal à s'intégrer, les relations sont tendues, mais elle est protégée par son oncle, Don Guillermo. Elle tombe amoureuse de Ricardo, demi-frère de son demi-frère. Elle et Ricardo tombent amoureux l'un de l'autre et celui-ci décide de se séparer de sa femme Adrianna, qui, bien sûr, ne se laisse pas faire.
À la mort d'Adrianna, Marina et Ricardo se marient. Alberta fait tout pour les séparer et convainc son fils de partir en Espagne. Ce dernier ne sait pas que sa femme est enceinte. Marina est expulsée de la maison par sa belle-mère. À la clinique, Marina donne naissance à Ricardito. Rosalba, sa voisine de chambre accouche d'une petite fille qu'elle fait adopter. En sortant de la clinique, l'enfant de Marina est enlevé par un individu masqué (l'amant de la première femme de Ricardo, Juilio). L'enfant de Marina est abandonné dans une décharge. Lupe, une femme des bidonvilles faisant les poubelles, trouve le bébé et décide de s'en occuper et le surnomme Chuy. De retour à Acapulco, Ricardo se réconcilie avec Marina mais ne croit pas à cette histoire de grossesse et d'enlèvement.
Ricardo adopte Patricia surnommée Paty, fille de Rosalba, pour que Marina arrête de lui ressasser cette histoire de bébé kidnappé.

## Distribution
- Sandra Echeverría : Marina Hernández Alarcón
- Mauricio Ochmann : Ricardo Alarcón Morales #1
- Manolo Cardona : Ricardo Alarcón Morales #2
- Aylín Mújica : Verónica Saldívar Castaño / Laura Saldívar Castaño
- Susana Dosamantes : Alberta Morales de Alarcón
- Humberto Zurita : Guillermo Alarcón Herrera
- Angélica Celaya : Rosalba Álvarez
- Alfonso Dosal : Ricardo Alarcón "Chuy" / Ricardo Santibáñez "Chuy" (adolescent)
- Ilean Almaguer : Patricia "Paty" Alarcón
- Sandra Destenave : Adriana de Alarcón
- Elizabeth Cervantes : Sara López
- Marta Aura : Guadalupe "Lupe" Tovar
- Karina Mora : Matilde Vega de Alarcón
- Jorge Luis Vázquez : Elías Alarcón Morales
- John Germán : Bruno Alarcón Vega
- Carlos Caballero : Julio Montiel Palafox
- Eduardo Victoria : Federico Santibáñez
- Pablo Azar : Papalote
- Gustavo Navarro : Daniel
- Dolores Heredia : Rosa Hernández
- Gloria Margarita Stalina : Mayra Jiménez Álvarez
- Juan Alejandro Ávila : Inspecteur León Felipe
- Mara Cuevas : Lucía Saldívar
- Lesley Mychelle : Gala Alarcón
- Beatriz Cecilia : Pastora
- Emilio Guerrero : Professeur Jacinto Oropeza
- Jimena Guerra : Silvia Oropeza
- Lourdes Villarreal : Lázara
- Martin Navarrete : Dr Valverde
- Verannetthe Lozano : Sabrina
- Guadalupe Martínez : Balbina
- Rakel Adriana : Gertrudis
- Verónica Terán : Blanca
- Claudia Lobo : Chela
- Carlos Corona : " El Latas"
- Guadalupe Damian : Celia Ibarra (Folle furieuse)
- Misha Herrera : Damián
- Rosario Zuniga : Julia
- Adriano Zendejas - Ricardo "Chuy" Alarcón (enfant)
- Dassana Zendejas : Patricia 'Paty' Alarcón (enfant)
- Roxana Chávez

## Autres versions
- Raquel (RCTV, 1973-1975) avec Doris Wells
- Los ricos también lloran (Televisa, 1979-1980) avec Verónica Castro et Rogelio Guerra
- María la del barrio (Televisa, 1995-1996) avec Thalía et Fernando Colunga
- Os Ricos também Choram (SBT, 2005-2006) avec Márcio Kieling et Thaís Fersoza
- María la del barrio (ABS-CBN, 2011-2012) avec Erich Gonzales et Enchong Dee
- Los ricos también lloran (Televisa, 2022) avec Claudia Martín et Sebastian Rulli